# الأماني الضالة (مسلسل)
الأماني الضالة مسلسل تراجيدي عراقي، من إنتاج 1989.

## أحداث المسلسل
تدور أحداث المسلسل في حقبة الثمانينات، خلال فترة الحرب العراقية - الإيرانية (1980 - 1988)، والتي شهدت رُكوداً إقتصادياً و خَلَلاً في نسيجِ المجتمع، حيث تتجلى الصراعات بين المبادئ و بين المصالح الشخصية.

## طاقم العمل

### تأليف
- صباح عطوان.

### إخراج
- حسن حسني.

### ممثلون
- جعفر السعدي.
- بهجت الجبوري.
- سامي قفطان.
- سعدية الزيدي.
- هناء محمد.
- فوزية عارف.
- عبد الجبار كاظم.
- جواد الشكرجي.
- التفات عزيز.
- بدري حسون فريد.
- محمود أبو العباس.
- إبتسام فريد.
- هديل كامل.[3]
- ريكاردوس يوسف.

### إنتاج
- شركة بابل.[4]